# 比利時皇家天文台
比利時皇家天文台座落於比利时布鲁塞尔首都大区于克勒，官方的名稱以法文書寫為Observatoire Royal de Belgique，以荷蘭文書寫則為Koninklijke Sterrenwacht van België。
主要的業務為：
- 地球動力學參考系統。
- 天體的天體測量和動力學。
- 天文物理學。
- 太陽物理學。

## 歷史
比利時皇家天文台是阿道夫·凱特勒在1828年創建的，在1834年遷建至烏克爾，1981年成為全球太陽黑子資料中心，是保存 太陽黑子數據與相關資料的天文台。
小行星1276號被命名為“于克勒”，用以尊崇這個城市和天文台。

## 外部連結
- Official site （页面存档备份，存于）